# Кубок Англії з футболу 1963—1964
Кубок Англії з футболу 1963—1964 — 83-й розіграш найстарішого футбольного турніру у світі, Кубка виклику Футбольної Асоціації, також відомого як Кубок Англії. Вперше титул здобув Вест Гем Юнайтед.

## Перший раунд
| Дата                      | Господарі                 | Рахунок | Гості                  |
| ------------------------- | ------------------------- | ------- | ---------------------- |
| 16 листопада              | Честер Сіті               | 3:2     | Блайт Спартанс         |
| 16 листопада              | Дарлінгтон                | 1:4     | Ґейтсгед               |
| 16 листопада              | Борнмут                   | 1:3     | Бристоль Роверз        |
| 16 листопада              | Барроу                    | 3:2     | Бангор Сіті            |
| 16 листопада              | Рочдейл                   | 2:1     | Чорлі                  |
| 16 листопада              | Саттон Юнайтед            | 0:4     | Олдершот               |
| 16 листопада              | Веймут                    | 1:1     | Бедфорд Таун           |
| 21 листопада Перегравання | Бедфорд Таун              | 1:0     | Веймут                 |
| 16 листопада              | Йовіл Таун                | 1:0     | Саутенд Юнайтед        |
| 16 листопада              | Редінг                    | 2:2     | Енфілд                 |
| 19 листопада Перегравання | Енфілд                    | 2:4     | Редінг                 |
| 16 листопада              | Ноттс Каунті              | 2:1     | Фріклі Кольєрі         |
| 16 листопада              | Донкастер Роверз          | 3:0     | Транмер Роверз         |
| 16 листопада              | Троубридж Таун            | 1:6     | Ковентрі Сіті          |
| 16 листопада              | Квінз Парк Рейнджерс      | 4:1     | Джиллінгем             |
| 16 листопада              | Барнслі                   | 1:0     | Стокпорт Каунті        |
| 16 листопада              | Брентфорд                 | 2:2     | Маргейт                |
| 20 листопада Перегравання | Маргейт                   | 0:2     | Брентфорд              |
| 16 листопада              | Крук Таун                 | 1:2     | Честерфілд             |
| 16 листопада              | Брайтон енд Гоув Альбіон  | 0:1     | Колчестер Юнайтед      |
| 16 листопада              | Бредфорд Сіті             | 1:2     | Порт Вейл              |
| 16 листопада              | Галл Сіті                 | 2:2     | Кру Александра         |
| 20 листопада Перегравання | Кру Александра            | 0:3     | Галл Сіті              |
| 16 листопада              | Крістал Пелес             | 8:2     | Гарвіч-енд-Паркстон    |
| 16 листопада              | Бредфорд Парк-Авеню       | 3:1     | Гінор Таун             |
| 16 листопада              | Ексетер Сіті              | 2:1     | Шрусбері Таун          |
| 16 листопада              | Гартліпул Юнайтед         | 0:1     | Лінкольн Сіті          |
| 16 листопада              | Саутпорт                  | 2:1     | Волсолл                |
| 16 листопада              | Мейденгед Юнайтед         | 0:2     | Бат Сіті               |
| 16 листопада              | Торкі Юнайтед             | 6:2     | Барнет                 |
| 16 листопада              | Воркінгтон                | 4:1     | Галіфакс Таун          |
| 16 листопада              | Йорк Сіті                 | 2:5     | Карлайл Юнайтед        |
| 16 листопада              | Герефорд Юнайтед          | 1:1     | Ньюпорт Каунті         |
| 18 листопада Перегравання | Ньюпорт Каунті            | 4:0     | Герефорд Юнайтед       |
| 16 листопада              | Кеттерінг Таун            | 1:1     | Міллволл               |
| 25 листопада Перегравання | Міллволл                  | 2:3     | Кеттерінг Таун         |
| 16 листопада              | Нетерфілд                 | 6:1     | Лафборо Юнайтед        |
| 16 листопада              | Тутінг-енд-Мітчем Юнайтед | 1:2     | Грейвсенд-енд-Нортфліт |
| 16 листопада              | Пітерборо Юнайтед         | 1:1     | Вотфорд                |
| 19 листопада Перегравання | Вотфорд                   | 2:1     | Пітерборо Юнайтед      |
| 16 листопада              | Бріджвотер Юнайтед        | 0:3     | Лутон Таун             |
| 16 листопада              | Корбі Таун                | 1:3     | Бристоль Сіті          |
| 16 листопада              | Кембридж Юнайтед          | 0:1     | Челмсфорд Сіті         |
| 16 листопада              | Оксфорд Юнайтед           | 2:0     | Фолкстоун              |
| 16 листопада              | Бекслі Юнайтед            | 1:5     | Вімблдон               |
| 20 листопада              | Олдем Атлетік             | 3:2     | Менсфілд Таун          |
| 20 листопада              | Олтрінгем                 | 0:0     | Рексем                 |
| 27 листопада Перегравання | Рексем                    | 3:0     | Олтрінгем              |

## Другий раунд
До другого раунду увійшли переможці першого раунду. 
| Дата                   | Господарі         | Рахунок | Гості                  |
| ---------------------- | ----------------- | ------- | ---------------------- |
| 7 грудня               | Честер Сіті       | 0:2     | Барроу                 |
| 7 грудня               | Йовіл Таун        | 3:1     | Крістал Пелес          |
| 7 грудня               | Лінкольн Сіті     | 2:0     | Саутпорт               |
| 7 грудня               | Лутон Таун        | 2:1     | Редінг                 |
| 7 грудня               | Донкастер Роверз  | 1:1     | Ноттс Каунті           |
| 10 грудня Перегравання | Ноттс Каунті      | 1:2     | Донкастер Роверз       |
| 7 грудня               | Рексем            | 0:2     | Галл Сіті              |
| 7 грудня               | Барнслі           | 3:1     | Рочдейл                |
| 7 грудня               | Брентфорд         | 1:0     | Грейвсенд-енд-Нортфліт |
| 7 грудня               | Ковентрі Сіті     | 1:2     | Бристоль Роверз        |
| 7 грудня               | Карлайл Юнайтед   | 4:3     | Ґейтсгед               |
| 7 грудня               | Торкі Юнайтед     | 2:3     | Олдершот               |
| 7 грудня               | Олдем Атлетік     | 2:0     | Бредфорд Парк-Авеню    |
| 7 грудня               | Вімблдон          | 2:2     | Бат Сіті               |
| 12 грудня Перегравання | Бат Сіті          | 4:0     | Вімблдон               |
| 7 грудня               | Ексетер Сіті      | 0:2     | Бристоль Сіті          |
| 7 грудня               | Порт Вейл         | 2:1     | Воркінгтон             |
| 7 грудня               | Ньюпорт Каунті    | 2:0     | Вотфорд                |
| 7 грудня               | Нетерфілд         | 1:1     | Честерфілд             |
| 11 грудня Перегравання | Честерфілд        | 4:1     | Нетерфілд              |
| 7 грудня               | Колчестер Юнайтед | 0:1     | Квінз Парк Рейнджерс   |
| 7 грудня               | Челмсфорд Сіті    | 0:1     | Бедфорд Таун           |
| 7 грудня               | Оксфорд Юнайтед   | 2:1     | Кеттерінг Таун         |

## Третій раунд
| Дата                  | Господарі            | Рахунок | Гості                   |
| --------------------- | -------------------- | ------- | ----------------------- |
| 4 січня               | Бат Сіті             | 1:1     | Болтон Вондерерз        |
| 8 січня Перегравання  | Болтон Вондерерз     | 3:0     | Бат Сіті                |
| 4 січня               | Бернлі               | 1:1     | Ротергем Юнайтед        |
| 7 січня Перегравання  | Ротергем Юнайтед     | 2:3     | Бернлі                  |
| 4 січня               | Ліверпуль            | 5:0     | Дербі Каунті            |
| 4 січня               | Саутгемптон          | 2:3     | Бері                    |
| 4 січня               | Йовіл Таун           | 0:2     | Манчестер Юнайтед       |
| 4 січня               | Лестер Сіті          | 2:3     | Лейтон Орієнт           |
| 4 січня               | Ноттінгем Форест     | 0:0     | Престон Норт-Енд        |
| 13 січня Перегравання | Престон Норт-Енд     | 1:0     | Ноттінгем Форест        |
| 4 січня               | Блекберн Роверз      | 4:0     | Грімсбі Таун            |
| 4 січня               | Астон Вілла          | 0:0     | Олдершот                |
| 8 січня Перегравання  | Олдершот             | 2:1     | Астон Вілла             |
| 4 січня               | Вест-Бромвіч Альбіон | 2:2     | Блекпул                 |
| 8 січня Перегравання  | Блекпул              | 0:1     | Вест-Бромвіч Альбіон    |
| 4 січня               | Сандерленд           | 2:0     | Нортгемптон Таун        |
| 4 січня               | Лінкольн Сіті        | 0:4     | Шеффілд Юнайтед         |
| 4 січня               | Свіндон Таун         | 2:1     | Манчестер Сіті          |
| 4 січня               | Донкастер Роверз     | 2:2     | Бристоль Сіті           |
| 7 січня Перегравання  | Бристоль Сіті        | 2:0     | Донкастер Роверз        |
| 4 січня               | Іпсвіч Таун          | 6:3     | Олдем Атлетік           |
| 4 січня               | Ньюкасл Юнайтед      | 1:2     | Бедфорд Таун            |
| 4 січня               | Тоттенгем Готспур    | 1:1     | Челсі                   |
| 8 січня Перегравання  | Челсі                | 2:0     | Тоттенгем Готспур       |
| 4 січня               | Фулгем               | 4:1     | Лутон Таун              |
| 4 січня               | Брентфорд            | 2:1     | Мідлсбро                |
| 4 січня               | Бристоль Роверз      | 2:1     | Норвіч Сіті             |
| 4 січня               | Вест Гем Юнайтед     | 3:0     | Чарльтон Атлетік        |
| 4 січня               | Плімут Аргайл        | 0:1     | Гаддерсфілд Таун        |
| 4 січня               | Галл Сіті            | 1:1     | Евертон                 |
| 7 січня Перегравання  | Евертон              | 2:1     | Галл Сіті               |
| 4 січня               | Карлайл Юнайтед      | 2:0     | Квінз Парк Рейнджерс    |
| 4 січня               | Сканторп Юнайтед     | 2:2     | Барнслі                 |
| 7 січня Перегравання  | Барнслі              | 3:2     | Сканторп Юнайтед        |
| 4 січня               | Кардіфф Сіті         | 0:1     | Лідс Юнайтед            |
| 4 січня               | Ньюпорт Каунті       | 3:2     | Шеффілд Венсдей         |
| 4 січня               | Свонсі Сіті          | 4:1     | Барроу                  |
| 4 січня               | Арсенал              | 2:1     | Вулвергемптон Вондерерз |
| 4 січня               | Сток Сіті            | 4:1     | Портсмут                |
| 4 січня               | Бірмінгем Сіті       | 1:2     | Порт Вейл               |
| 4 січня               | Оксфорд Юнайтед      | 1:0     | Честерфілд              |

## Четвертий раунд
У цьому раунді зіграли переможці попереднього етапу.
| Дата                  | Господарі            | Рахунок | Гості                |
| --------------------- | -------------------- | ------- | -------------------- |
| 25 січня              | Бернлі               | 2:1     | Ньюпорт Каунті       |
| 25 січня              | Ліверпуль            | 0:0     | Порт Вейл            |
| 27 січня Перегравання | Порт Вейл            | 1:2     | Ліверпуль            |
| 25 січня              | Блекберн Роверз      | 2:0     | Фулгем               |
| 25 січня              | Болтон Вондерерз     | 2:2     | Престон Норт-Енд     |
| 27 січня Перегравання | Престон Норт-Енд     | 2:1     | Болтон Вондерерз     |
| 25 січня              | Вест-Бромвіч Альбіон | 3:3     | Арсенал              |
| 29 січня Перегравання | Арсенал              | 2:0     | Вест-Бромвіч Альбіон |
| 25 січня              | Сандерленд           | 6:1     | Бристоль Сіті        |
| 25 січня              | Шеффілд Юнайтед      | 1:1     | Свонсі Сіті          |
| 28 січня Перегравання | Свонсі Сіті          | 4:0     | Шеффілд Юнайтед      |
| 25 січня              | Іпсвіч Таун          | 1:1     | Сток Сіті            |
| 29 січня Перегравання | Сток Сіті            | 1:0     | Іпсвіч Таун          |
| 25 січня              | Барнслі              | 2:1     | Бері                 |
| 25 січня              | Манчестер Юнайтед    | 4:1     | Бристоль Роверз      |
| 25 січня              | Челсі                | 1:2     | Гаддерсфілд Таун     |
| 25 січня              | Бедфорд Таун         | 0:3     | Карлайл Юнайтед      |
| 25 січня              | Лідс Юнайтед         | 1:1     | Евертон              |
| 28 січня Перегравання | Евертон              | 2:0     | Лідс Юнайтед         |
| 25 січня              | Олдершот             | 1:2     | Свіндон Таун         |
| 25 січня              | Лейтон Орієнт        | 1:1     | Вест Гем Юнайтед     |
| 29 січня Перегравання | Вест Гем Юнайтед     | 3:0     | Лейтон Орієнт        |
| 25 січня              | Оксфорд Юнайтед      | 2:2     | Брентфорд            |
| 28 січня Перегравання | Брентфорд            | 1:2     | Оксфорд Юнайтед      |

## П'ятий раунд
На цьому етапі зіграли переможці попереднього раунду.
| Дата                   | Господарі        | Рахунок | Гості             |
| ---------------------- | ---------------- | ------- | ----------------- |
| 15 лютого              | Бернлі           | 3:0     | Гаддерсфілд Таун  |
| 15 лютого              | Престон Норт-Енд | 1:0     | Карлайл Юнайтед   |
| 15 лютого              | Сандерленд       | 3:1     | Евертон           |
| 15 лютого              | Сток Сіті        | 2:2     | Свонсі Сіті       |
| 18 лютого Перегравання | Свонсі Сіті      | 2:0     | Сток Сіті         |
| 15 лютого              | Свіндон Таун     | 1:3     | Вест Гем Юнайтед  |
| 15 лютого              | Барнслі          | 0:4     | Манчестер Юнайтед |
| 15 лютого              | Арсенал          | 0:1     | Ліверпуль         |
| 15 лютого              | Оксфорд Юнайтед  | 3:1     | Блекберн Роверз   |

## Шостий раунд
На цьому етапі зіграли переможці попереднього раунду.
| Дата                   | Господарі         | Рахунок | Гості             |
| ---------------------- | ----------------- | ------- | ----------------- |
| 29 лютого              | Вест Гем Юнайтед  | 3:2     | Бернлі            |
| 29 лютого              | Ліверпуль         | 1:2     | Свонсі Сіті       |
| 29 лютого              | Оксфорд Юнайтед   | 1:2     | Престон Норт-Енд  |
| 29 лютого              | Манчестер Юнайтед | 3:3     | Сандерленд        |
| 4 березня Перегравання | Сандерленд        | 2:2     | Манчестер Юнайтед |
| 9 березня Перегравання | Сандерленд        | 1:5     | Манчестер Юнайтед |

## Півфінали
У півфіналах зіграли команди, що перемогли на попередньому етапі.
| Дата       | Господарі        | Рахунок | Гості             |
| ---------- | ---------------- | ------- | ----------------- |
| 14 березня | Вест Гем Юнайтед | 3:1     | Манчестер Юнайтед |
| 14 березня | Престон Норт-Енд | 2:1     | Свонсі Сіті       |

## Фінал
| 2 травня 1964 |

| Престон Норт-Енд      | 2:3      | Вест Гем Юнайтед               |
| --------------------- | -------- | ------------------------------ |
| Холден 10' Доусон 40' | Протокол | Сіссонс 11' Герст 52' Бойс 90' |

| Вемблі, Лондон Глядачів: 100 000 Арбітр: Артур Голланд |